# Милан Генов
Милан Арсов Генов е български фармацевт, станал жертва на сръбския режим във Вардарска Македония. Член е на Съюза на българските учени, писатели и художници, на Вътрешната македоно-одринска революционна организация и на ММТРО към Вътрешната македонска революционна организация.

## Биография
Милан Генов е роден през 1 март 1877 или 1878 година в Злетово, тогава в Османската империя, днес в Северна Македония. Син е на Арсо Генов Злетовецо, търговец, член в епархалния смесен съвет при българската митрополия и в общинския съвет, и на Анастасия. Завършва основно образование в Щип, след това непълната четвъртокласна мъжка българска гимназия в Скопие, а след това завършва ІV и V клас гимназия в Кюстендил. Заминава за Разград, където известно време работи в аптеката на Торчанов. Дипломира се като фармацевт с отличие в Медицинския факултет в Цариград в 1900 година и в Скопие отваря собствена аптека, снабдена със собствена амбулатория за лекарски прегледи и превръзки на ранени четници на ВМОРО. Същата година се жени за Катя Шукарова от Велес. Заради съмнителната си дейност е затварян неколкократно от турската власт. Христо Настев казва за него: 
| „ | Като българин турската власт не му позволи да открие собствена аптека в Щип, при все че нуждата от такава бе крещяща. Пречките обаче и в Скопие не бяха изключени... се снабди с нужното разрешение и откри аптека, която с бащини средства организира и обзаведе образцово и над която постави голема фирма с надпис на турски и български. Тя беше първата българска аптека в скопския вилает и беше посрещната от българското население изобщо. | “ |

Милан Генов владее френски, и Турски език, ползва немски, което подпомага търговската му дейност. Освен с аптекарство се занимава с търговия - внос на фотографски материали и фотоапарати, някои машини, билярдни маси и други. Представител е на осигурителни дружества от Европа и САЩ.
През Междусъюзническата война е арестуван от новите сръбски власти заедно с други 150 изявени българи в Скопие. По време на Първата световна война в неговия дом са гостували Цар Фердинанд I, престолонаследникът принц Борис III и генерал Александър Протогеров. До края на войната Милан Генов е санитарен офицер в българската армия.
В 1926 година Катя (Катерина) Генова заедно с Цонка Наумова, Гена Велев, Стойка Стефанова, Параскева Тошева, Славка Кратовалиева, Ленка Панкова и Невена Анчева създават Женската организация на ММТРО.
След убийството на Велимир Прелич от Мара Бунева на 13 януари 1928 година сръбските власти извършват редица убийства срещу интелектуалци. Милан Генов е убит в аптеката си на улица „Серава“ 32 в Скопие от Стефан Певкович от Босна, деец на организацията Народна отбрана, ръководена от Скопския жупан Йован Наумович и митрополит Варнава. Помощникът на Генов в аптеката Драган Михайлов, син на бившия екзархийски учител Михаил Тодоров оцелява по чудо. На погребението на Милан Генов се стичат стотици граждани, а след това градът задълго замира и мнозинството търговци затварят магазините си. В дописката на специалния пратеник на атинския вестник „Елефтерон Вима“ от Скопие се чете:
| „ | След това убийство (на Милан Генов, б.н.) по-видни българи напуснаха Скопйе и едни се установиха в Белград, а други в Солун. Същото се забелязва и в широките народни маси в околията. Народът е обхванат от страх и престана да се движи. Аз лично се уверих в това на скопския пазар, където не видях жива душа от околностите. Виден търговец ме уверяваше вчера, че са престанали да се извършват каквито и да са търговски сделки, защото от околните села престанали да идват в Скопйе вследствие на формалностите, които се изискват за движението от един до друг пункт.Църнушанов, Коста. Македонизмът и съпротивата на Македония срещу него. София, Университетско издателство „Св. Климент Охридски“, 1992. с. 142. | “ |

Милан Генов не оставя наследници след смъртта си и съпругата му Катя е принудена да разпродаде имотите му, а една част оставя на своята сестра след смъртта си. Аптеката на Милан Генов съществува до 1941 година. През 1941 година новата българска общинска управа в Скопие именува улица в центъра на града на името на Милан Генов.